# 수렌 아라켈로프
수렌 유리예비치 아라켈로프(러시아어: Суре́н Ю́рьевич Араке́лов, 우크라이나어: Суре́н Ю́рійович Араке́лов 수렌 유리요비치 아라켈로우[*], 아르메니아어: Սուրեն Յուրի Առաքելով 수렌 유리 아라켈로브, 1947~)는 우크라이나 태생의 수학자이다. 디오판토스 기하학에 공헌하였다.

## 생애
1947년 10월 16일 우크라이나 하르키우의 아르메니아인계 가정에서 태어났다. 1965년~1971년 동안 모스크바 대학교 수학과에서 공부하였다. 1974년에 스테클로프 수학연구소에서 이고리 샤파레비치 아래 박사 학위(러시아어: кандидат наук)를 수여받았다.
이후 이반 미하일로비치 굽킨 러시아 국립 석유·가스 대학교(러시아어: Росси́йский госуда́рственный университе́т не́фти и га́за и́мени И. М. Гу́бкина)에서 연구원으로 있다가, 1979년에 정신분열증으로 인하여 은퇴하였다.
현재 (2014년) 모스크바에서 부인과 자녀들과 함께 거주하고 있다.